# 엄흥도
엄흥도(嚴興道, ?~?)는 조선 전기의 문신, 충신이다. 본관은 영월이다. 강원도 영월(寧越) 호장(戶長)으로 있을 때, 세조의 명을 받은 금부도사에 의해 사사된 단종의 시신을 매장하였다. 단종이 세조에 의해 영월에서 억울한 죽음을 당하자, 사람들은 화가 미칠 것을 두려워하여 단종의 시신을 돌보지 않았다. 엄흥도는 관을 비롯한 장례 기구 일체를 혼자서 마련하여 정중하게 장사를 치른 후, 벼슬을 내놓고 아들을 데리고 숨어 살았다. 현종 때 송시열의 건의로 그의 자손이 등용되었고, 영조 때 그의 충성심을 기념하는 정문(旌門)이 세워졌고 공조참판에 추증되었다. 사육신과 함께 영월의 창절사(彰節祠)에 배향되었다. 시호는 충의(忠毅)이다.

## 생애
엄흥도는 영월 호장(寧越戶長)으로 당시 영월에 안치된 노산군(魯山君, 단종)이 세조가 보낸 금부도사 왕방연의 사약을 받고 사사되자 시신을 수습하여 장사를 지냈다. 단종이 세조에 의해 영월에서 억울한 죽음을 당하자, 사람들은 화가 미칠 것을 두려워하여 단종의 시신을 돌보지 않았다. 엄흥도는 관을 비롯한 장례 기구 일체를 혼자서 마련하여 정중하게 장사를 치른 후, 벼슬을 내놓고 아들을 데리고 영월을 떠나 은신, 숨어 살다가 여생을 마쳤다.

### 사후

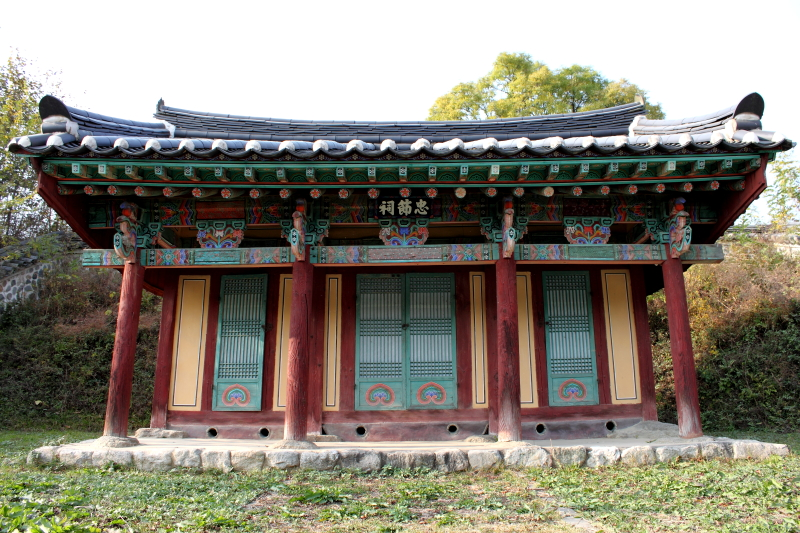
엄홍도를 모신 사당 문경 충절사, 1900년 재건되었다.

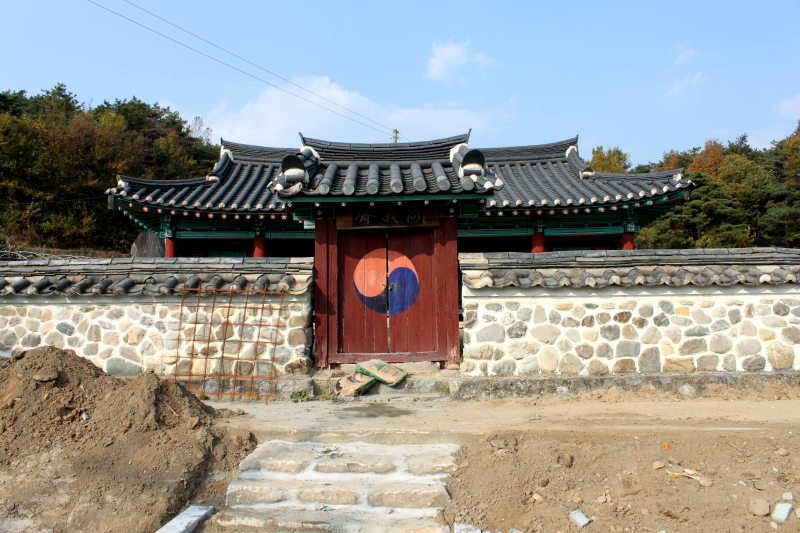
문경 충절사의 대문

17세기 중반이후 여말(麗末)의 충신·사육신 등 충효에 대한 재평가 및 대대적인 표창사업이 이루어지면서 엄흥도의 후손은 송시열의 건의로 등용되었고 그는 사육신과 함께 육신사(六臣祠)에 배향되었다. 1726년(영조 19년)에 증 공조참의(工曹參議)에 추증되었고, 1833년(순조 33년)에는 다시 증 공조판서(工曹判書)로 증직되었다. 1876년(고종 13년) 충의공(忠毅公)의 시호를 받았다.

## 가족 관계
- 아들 : 엄호현(嚴好賢)
- 손자 : 엄화(嚴和)

## 엄흥도가 등장한 작품
- 《설중매》 (MBC, 1984년~1985년, 배우:나영진)
- 《한명회》 (KBS, 1996년~1998년, 배우:박칠용)
- 《왕과비》 (KBS, 1998년~2000년, 배우:한태일)

## 전기 자료
- 윤봉구, 《병계집》 권60, 호장 엄흥도전
- 신광수, 《석북집》 권15, 엄 참판 비음기
- 이민보, 《풍서집》 권12, 엄 호장 묘표
- 이채, 《화천집》 권14, 영월군 호장 증 참판 엄 공 묘지명
- 한운성, 《입헌집》 권15, 증 공조참판 행 영월 호장 엄 공 시장
- 황윤석, 《이재유고》 권23, 기 엄호장 사략

## 같이 보기
- 충절사
- 상의재
- 장릉
- 청령포
- 삼공제명암
- 수주 요석정